# Wire (álbum)
Wire é o sétimo álbum de estúdio da banda Third Day, lançado a 4 de Maio de 2004. 
Este disco aborda diferentes temas; "Wire", fala da pressão existente em cada um de nós para ter sucesso na sociedade moderna, as faixas "I Believe", "I Got a Feeling", "Innocent" falam do pecado, fé e a renovação da perspetiva do cristianismo. A faixa "Billy Brown" fala da necessidade das pessoas seguirem e idealizar certas figuras públicas e de entretenimento.
O álbum atingiu o nº 12 da Billboard 200 e o nº 1 do Top Christian Albums.

## Faixas
1. "'Til the Day I Die" – 3:25
2. "Come on Back to Me" – 3:52
3. "Wire" – 4:31
4. "Rockstar" – 3:11
5. "I Believe" – 3:01
6. "It's a Shame" – 3:56
7. "Blind" – 4:53
8. "I Got a Feeling" – 3:36
9. "You Are Mine" – 3:56
10. "Innocent" – 4:23
11. "Billy Brown" – 3:19
12. "San Angelo" – 5:16
13. "I Will Hold My Head High" – 4:02